# Musée d'Art Machiko-Hasegawa
Le musée d'art Machiko Hasegawa (長谷川町子美術館, Hasegawa Machiko Bijutsukan) se trouve dans l'arrondissement de Setagaya à Tokyo, Japon.
De 1946 jusqu'en 1974, Machiko Hasegawa dessine la bande Sazae-san, à propos d'une famille japonaise ordinaire dirigée par Sazae, une épouse et mère d'un bon naturel. La bande est un énorme succès et paraît quotidiennement dans l'Asahi shinbun pendant presque toute sa durée. Bien que tout à fait originale et complètement japonaise, la popularité de Sazae-san au Japon est comparable à celle de la bande américaine Peanuts. Hasegawa était aussi collectionneuse d'art, et sa collection - avec des ajouts de sa sœur Mariko - est hébergée au musée.
Le musée présente des dessins originaux, des poupées d'argile et des peintures, ainsi que des œuvres d'artistes occidentaux et japonais.